# Cloridrina
Una cloridrina è un composto organico contenente un gruppo idrossi ed un atomo di cloro su due carboni vicinali (alchil α-idrossicloruro). Le cloroidrine fanno parte della famiglia più generale delle aloidrine, in cui l'eteroatomo vicinale al gruppo idrossi può essere uno qualsiasi degli alogeni.
La sintesi di cloroidrine si effettua per addizione ad un alchene di acido ipocloroso. Le cloroidrine possono essere un punto di partenza per la sintesi di epossidi e di glicoli.